# Mini-DVI

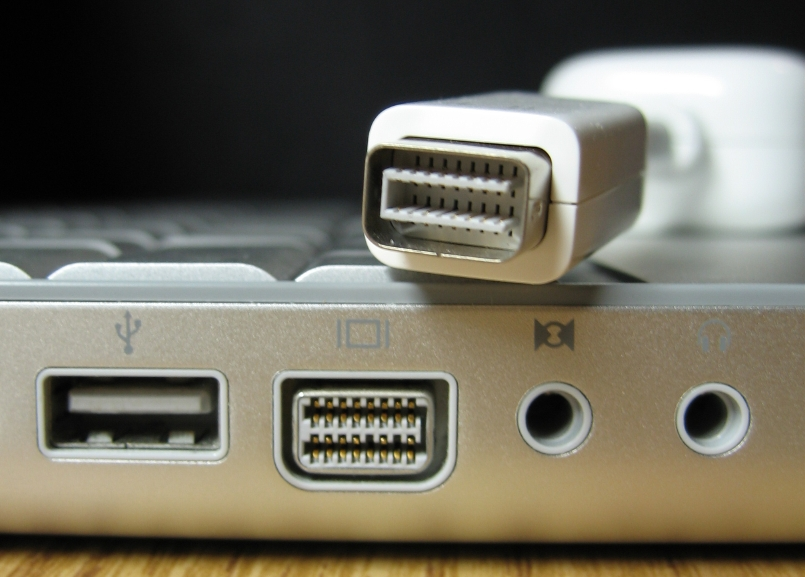
12" PowerBook G4のMini-DVI端子

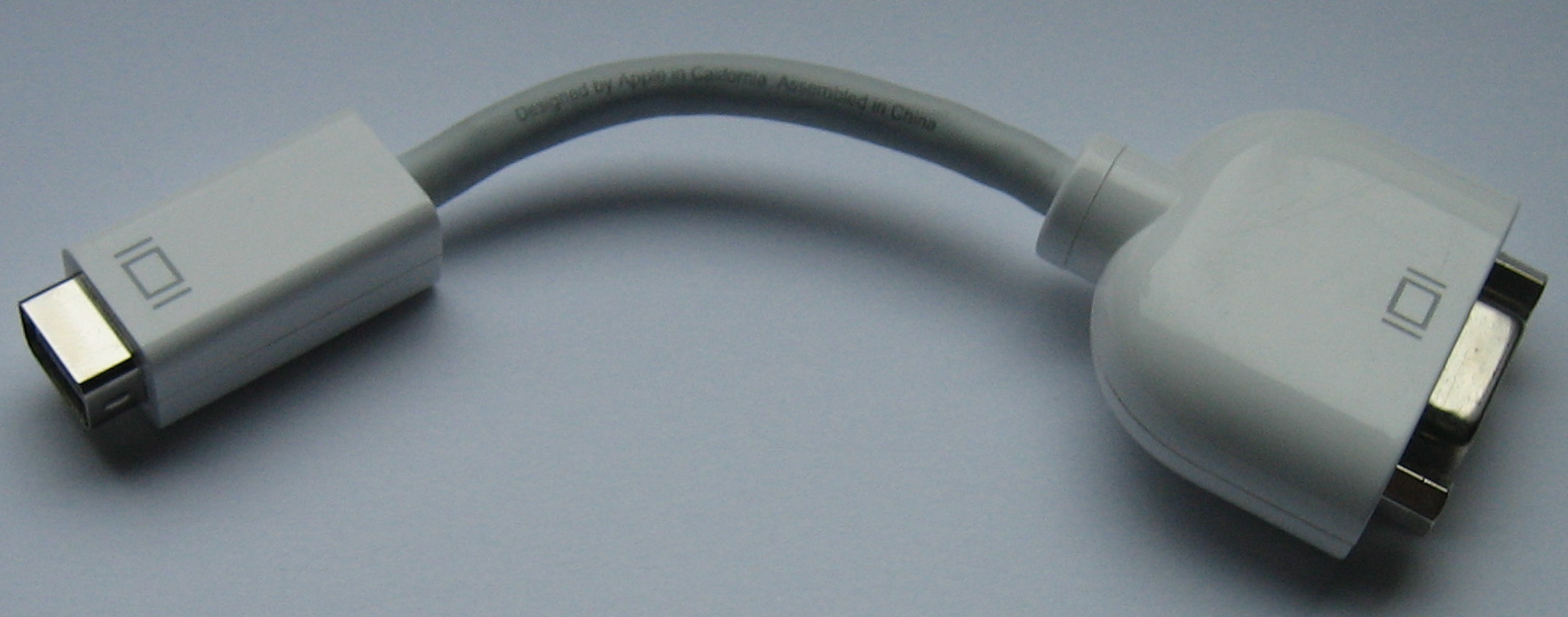
VGA変換ケーブル

Mini-DVIは映像信号用接続端子の規格の1つであり、補助映像出力端子としてApple製、ソニー製などのノートブック型コンピューター製品に使われている映像信号出力端子である。サイズが小さいため、筐体にDVI端子を実装するだけのスペースを確保できない場合に利用される。
この端子には、DVI-Iと同様の信号を扱うことができるディジタルとアナログの両方式の映像信号線に加えて制御信号用のDDC通信線が含まれる。結線を変更するだけの単純な変換ケーブルを接続することで、シングルリンクDVI-Dデジタル出力信号やアナログRGBのSVGA映像信号が扱える。また、Mini-DVIからNTSCコンポジット出力のピン端子やS端子に変換するアダプタもAppleから発売されている。本体側モニタとのミラーリングと拡張デスクトップとの変更が可能である。
端子の形状はMini-VGAと似ているが、Mini-VGAではピンが2列であったのに対し、Mini-DVIでは2つの垂直に重なったスロット形状の4列ピンを持つ。
12インチのPowerBook G4で初めて採用され、以降、Intel iMac、MacBookで採用された。2003年発表当時、既存のPowerBook G4にはデュアルリンク仕様のDVI-I端子がそのまま備わっていたが、小型液晶モデル向けに策定された。発売当初は本体にDVI変換アダプタとVGA変換アダプタが同梱され、テレビ出力変換アダプタだけオプション扱いであった。2008年に登場したMacBook Airでは、新たにMicro-DVIという更に小さく多様な出力構成が可能な端子をAppleが使用した。さらにAppleは2008年発売のMacBookおよびMacBook Proにおいては映像信号出力端子をMini DisplayPortへ変更した。

## 仕様
RGB接続時ピン配置（コネクタ側）:
| ピン | 名称   |  | ピン | 名称          |
| ---- | ------ |  | ---- | ------------- |
| 1    | Dat2_P |  | 17   | +5 V          |
| 2    | Dat2_N |  | 18   | DDC_DAT       |
| 3    | Dat1_P |  | 19   | spare         |
| 4    | Dat1_N |  | 20   | BLUE          |
| 5    | Dat0_P |  | 21   | not installed |
| 6    | Dat0_N |  | 22   | GREEN         |
| 7    | CLK_P  |  | 23   | not installed |
| 8    | CLK_N  |  | 24   | RED           |
| 9    | DGND   |  | 25   | Detect        |
| 10   | DGND   |  | 26   | DDC_CLK       |
| 11   | DGND   |  | 27   | spare         |
| 12   | DGND   |  | 28   | DGND          |
| 13   | DGND   |  | 29   | HSYNC         |
| 14   | DGND   |  | 30   | DGND          |
| 15   | DGND   |  | 31   | VSYNC         |
| 16   | DGND   |  | 32   | DGND          |